# Junge Freiheit
Junge Freiheit (JF, Молодая Свобода) — еженедельная газета в Германии о политике и культуре, которая определяет себя как либерально-консервативная. JF называют одним из основных печатных органов Neue Rechte (Новых Правых). Многие из её колумнистов и публичных сторонников являются членами либеральной Свободной демократической партии.

## История
Газета была основана студентами из Фрайбурга в 1986 году как реакция на то, что им представлялось «доминированием левацкого поколения 1968 года» среди университетских преподавателей. В 1993 году головной офис газеты перевели в Потсдам, рядом с Берлином, а в 1995 году на Хохенцоллерндамм в Берлине. В 1994 году ультралевые террористы взорвали зажигательную бомбу в типографии для JF в Веймаре, что привело к ущербу на сумму 2,5 миллионов марок. Газета переехала в Берлин несколько лет спустя, где и продолжает издаваться.

## Вопросы и стиль
В JF есть одна секция для политики, одна для культуры и одна для внешней политики, при этом экономике уделяется меньшее внимание. Каждую неделю газета также проводит интервью с известным политиком, писателем, учёным или деятелем культуры. Из-за выбора приглашённых авторов, а также стиля её передовиц, равно как и её неизменного противостояния исламизации Европы, распространено мнение, что газета служит интеллектуальным органом германских правых. В этой связи, региональные отделения Федеральной службы защиты конституции Германии в Северном Рейне-Вестфалии и Баден-Вюртемберге упоминали Junge Freiheit с середины 1995-го до 2005 года как газету, подозреваемую в связях с ультраправыми. Однако газета предъявила иск против властей Северного Рейна-Вестфалии, и Федеральная служба защиты конституции Германии аннулировала такую классификацию в 2005 году. С того времени газета не упоминается в ежегодных отчётах об экстремистской деятельности ни Федерального Конституционного Суда в Северном Рейне-Вестфалии, ни в Баден-Вюртембурге.

## Обращение
JF выходит тиражом более 19 000 копий.